# Bodilprisens Talentpris
Bodilprisens Talentpris er en filmpris, der uddeles af Danske Filmkritikere i samarbejde med andre sponsorater i forbindelse med Bodilprisens uddeling. Prisen har til formål at anerkende og hylde nye talenter, der på baggrund af deres indsats inden for film bliver vurderet til at gå en stor fremtid i møde, og kan gå til alt fra skuespillere og instruktører til klippere, fotografer og scenografer.
Prisen blev etableret og uddelt for første gang ved Bodiluddelingen i 2019 under navnet Blockbuster Talentprisen, men skiftede i 2020 navn til Arbejdernes Landsbank Talentprisen. Prisen skiftede ved Bodiluddelingen i 2022 navn til Biografklub Danmark Talentprisen, da Biografklub Danmark blev ny hovedsponsor for Bodilprisuddelingen. Ved Bodiluddelingen 2023 indledte Danske Filmkritikere et samarbejde med TV 2, og prisen blev derfor uddelt under navnet TV 2 Talentprisen

## Modtagere

### 2010'erne
| År                       | Modtager(e) | Rolle(r)                                   | Film |
| ------------------------ | ----------- | ------------------------------------------ | ---- |
| Blockbuster Talentprisen |             |                                            |      |
| 2019                     |             |                                            |      |
| Gustav Möller            | Instruktør  | Den skyldige                               |      |
| Elvira Lind              | Instruktør  | Bobbi Jene                                 |      |
| Isabella Eklöf           | Instruktør  | Holiday                                    |      |
| Josephine Farsø          | Scenograf   | Christian IV - Den sidste rejse og Holiday |      |
| Sofie Marie Kristensen   | Klipper     | Brakland                                   |      |

### 2020'erne
| År                                    | Modtager(e)              | Rolle(r)                              | Film |
| ------------------------------------- | ------------------------ | ------------------------------------- | ---- |
| Arbejdernes Landsbank Talentprisen    |                          |                                       |      |
| 2020                                  |                          |                                       |      |
| Ulaa Salim                            | Instruktør               | Danmarks sønner                       |      |
| Jesper Fink                           | Manuskriptforfatter      | Før frosten                           |      |
| Louise McLaughlin                     | Fotograf                 | Harpiks                               |      |
| Rasmus Kloster Bro                    | Instruktør               | Cutterhead                            |      |
| Sofie Torp                            | Skuespiller              | Ser du månen, Daniel                  |      |
| 2021                                  |                          |                                       |      |
| Malou Reymann                         | Instruktør               | En helt almindelig familie            |      |
| Besir Zeciri                          | Skuespiller              | Kød & blod                            |      |
| Carla Philip Røder                    | Skuespiller              | Kød & blod                            |      |
| Frederik Louis Hviid og Anders Ølholm | Instruktører             | Shorta                                |      |
| Animationskollektivet Gigis           |                          |                                       |      |
| Biografklub Danmark Talentprisen      |                          |                                       |      |
| 2022                                  |                          |                                       |      |
| Jesper Dalgaard                       | Instruktør               | Kandis for livet                      |      |
| Anne Sofie Wanstrup                   | Skuespiller              | Hvor kragerne vender og Venuseffekten |      |
| Johanne Milland                       | Skuespiller              | Venuseffekten                         |      |
| Lisa Jespersen                        | Instruktør               | Hvor kragerne vender                  |      |
| Sara Isabella Jønsson                 | Manuskriptforfatter      | Hvor kragerne vender og Miss Osaka    |      |
| TV 2 Talentprisen                     |                          |                                       |      |
| 2023                                  |                          |                                       |      |
| Christian Bengtson                    | Instruktør og manuskript | Krysantemum                           |      |
| Flora Ofelia                          | Skuespiller              | Du som er i himlen                    |      |
| Nikoline Løgstrup                     | Klip                     | Natten har øjne                       |      |
| David Bauer                           | Fotograf                 | Krysantemum                           |      |
| Cecilie McNair                        | Instruktør               | Ønskebarn                             |      |
| 2024                                  |                          |                                       |      |
| Søren Peter Langkjær Bojsen           | Instruktør               | Det store glitch/Paradisets børn      |      |
| Marianne Lentz                        | Manuskriptforfatter      | Den store stilhed og Stille liv       |      |
| Sara Fanta Traore                     | Skuespiller              | Viften                                |      |
| Karla Nor Holmbäck                    | Manuskriptforfatter      | Roselil og stentrolden                |      |
| Mads Nikolaj Elley Jacobsen           | Kostumedesign            | Ustyrlig                              |      |
| 2025                                  |                          |                                       |      |
| Lina Lund Jørgensen                   | Skuespiller              | Mr. Freeman                           |      |
| Amalie Skovhus Petersen               | Scenograf                | Madame Ida                            |      |
| Jonas Risvig                          | Instruktør               | Kontra                                |      |
| Josefine Skov                         | Komponist                | Mulm                                  |      |
| Roja Pakari                           | Dokumentarinstruktør     | The Son and the Moon                  |      |